# Mario Winans
Mario Winans, född 27 augusti 1974 i Orangeburg i South Carolina, är en amerikansk sångare, låtskrivare, skivproducent, rappare och skådespelare. Winans nådde nationell berömmelse efter utgivningen av sitt andra studioalbum Hurt No More (2004) och dess huvudsingel "I Don't Wanna Know" (framförd tillsammans med P. Diddy och Enya) som blev en topp-tio notering på amerikanska singellistan.